# Gran Premio de los Países Bajos de Motociclismo de 1962
El Gran Premio de los Países Bajos de Motociclismo de 1962 fue la cuarta prueba de la temporada 1962 del Campeonato Mundial de Motociclismo. El Gran Premio se disputó el 30 de junio de 1962 en el Circuito de Assen.
En esta carrera ya había ausencias significativas. Tom Phillis murió en un accidente durante TT Isla de Man y como resultado Gary Hocking decidió dejar de competir de inmediato. Kunimitsu Takahashi, el ganador de los dos primeros GP, se recuperó de sus graves lesiones sufridas en ese mismo TT, pero no correría este año. El piloto Horst Burkhardt se había caído del sidecar Florian Camathias durante el Sidecar TT y resultó lesionado al finalizar su carrera. Camathias completó la temporada con el británico Harry Winter.

## Resultados 500cc
| Pos.    | Piloto            | Equipo    | Tiempo       | Pts. |  |
| ------- | ----------------- | --------- | ------------ | ---- |  |
| 1       | Mike Hailwood     | MV Agusta | 1h 05' 46" 2 | 8    |  |
| 2       | Derek Minter      | Norton    | +23" 2       | 6    |  |
| 3       | Phil Read         | Norton    | +1' 03"      | 4    |  |
| 4       | Alan Shepherd     | Matchless | +1' 22" 8    | 3    |  |
| 5       | Bert Schneider    | Norton    | +1' 40" 6    | 2    |  |
| 6       | Tony Godfrey      | Norton    | +1' 46" 3    | 1    |  |
| 7       | Jack Ahearn       | Norton    | +2' 57" 8    |      |  |
| 8       | František Šťastný | Jawa      | +3' 05" 5    |      |  |
| 9       | Roy Ingram        | Norton    | +3' 13" 2    |      |  |
| 10      | Paddy Driver      | Norton    | +1 Vuelta    |      |  |
| 11      | Ernst Hiller      | Matchless | +1 Vuelta    |      |  |
| 12      | Jack Findlay      | Norton    | +1 Vuelta    |      |  |
| 13      | Walter Scheimann  | Norton    | +1 Vuelta    |      |  |
| 14      | Karl Recktenwald  | Norton    | +1 Vuelta    |      |  |
| 15      | Sid Mizen         | Matchless | +1 Vuelta    |      |  |
| 16      | Raymond Bogaerdt  | Norton    | +2 Vueltas   |      |  |
| 17      | Ladislaus Richter | Norton    | +2 Vueltas   |      |  |
| Ret     | Silvio Grassetti  | Bianchi   | Ret          |      |  |
| Ret     | Ernesto Brambilla | Bianchi   | Ret          |      |  |
| Ret     | Dennis Fry        | Norton    | Ret          |      |  |
| Ret     | Vernon Cottle     | Norton    | Ret          |      |  |
| Ret     | Robin Fitton      | Norton    | Ret          |      |  |
| Ret     | Ron Langston      | Norton    | Ret          |      |  |
| Ret     | Stephen Murray    | Matchless | Ret          |      |  |
| Ret     | Karl Hoppe        | Norton    | Ret          |      |  |
| Ret     | Mike Duff         | Matchless | Ret          |      |  |
| Ret     | Joop Vogelzang    | Norton    | Ret          |      |  |
| Fuente: |                   |           |              |      |  |

## Resultados 350cc
Con la victoria de Jim Redman y su consecución como campeón del Mundo, la escudería japonesa Honda consigue su primer Mundial en esta categoría.
| Pos. | Piloto             | Moto       | Tiempo       | Pts. |
| ---- | ------------------ | ---------- | ------------ | ---- |
| 1    | Jim Redman         | Honda      | 1h 06' 49" 5 | 8    |
| 2    | Mike Hailwood      | MV Agusta  | +20" 1       | 6    |
| 3    | Silvio Grassetti   | Bianchi    | +26" 2       | 4    |
| 4    | František Št'astný | Jawa       | +1' 32" 9    | 3    |
| 5    | Derek Minter       | Norton     | +1' 55" 3    | 2    |
| 6    | Phil Read          | Norton     | +2' 16" 9    | 1    |
| 7    | Alan Shepherd      | AJS        | +2' 59" 1    |      |
| 8    | Tony Godfrey       | Norton     | +3' 26" 9    |      |
| 9    | Mike Duff          | AJS        | +1 Vuelta    |      |
| 10   | Karl Hoppe         | Norton     | +1 Vuelta    |      |
| 11   | Roy Ingram         | Norton     | +1 Vuelta    |      |
| 12   | Ron Langston       | Norton     | +1 Vuelta    |      |
| 13   | Arthur Wheeler     | Moto Guzzi | +1 Vuelta    |      |
| 14   | Jack Ahearn        | Norton     | +1 Vuelta    |      |
| 15   | Raymond Bogaerdt   | Norton     | +2 Vueltas   |      |
| Ret  | Bob McIntyre       | Honda      | Ret          |      |
| Ret  | Bert Schneider     | Norton     | Ret          |      |

## Resultados 250cc
En el cuarto de litro, las Hondas de Jim Redman y Bob McIntyre terminaron en rápida sucesión, pero también Tarquinio Provini pudo con la Moto Morini 250 Bialbero solo tres segundos por detrás de Redman. Frank Perris obtuvo los primeros puntos para la Suzuki RV 62.
| Pos. | Piloto             | Moto        | Tiempo     | Pts. |
| ---- | ------------------ | ----------- | ---------- | ---- |
| 1    | Jim Redman         | Honda       | 58' 52" 2  | 8    |
| 2    | Bob McIntyre       | Honda       | +2" 2      | 6    |
| 3    | Tarquinio Provini  | Moto Morini | +2" 6      | 4    |
| 4    | Cas Swart          | Honda       | +1' 44" 4  | 3    |
| 5    | Frank Perris       | Suzuki      | +3' 51" 9  | 2    |
| 6    | Arthur Wheeler     | Moto Guzzi  | +1 Vuelta  | 1    |
| 7    | Günter Beer        | Adler       | +1 Vuelta  |      |
| 8    | Joop Vogelzang     | Benelli     | +1 Vuelta  |      |
| 9    | Dan Shorey         | Bultaco     | +1 Vuelta  |      |
| 10   | Roberto Patrignani | Moto Morini | +2 Vueltas |      |
| 11   | Han Leenheer       | Aermacchi   | +2 Vueltas |      |
| 12   | Siegfried Lohmann  | Adler       | +2 Vueltas |      |
| 13   | Tinus van Son      | NSU         | +2 Vueltas |      |
| Ret  | Ernst Degner       | Suzuki      | Ret        |      |
| Ret  | Tommy Robb         | Honda       | Ret        |      |
| Ret  | Hugh Anderson      | Suzuki      | Ret        |      |

## Resultados 125cc
Sin los heridos graves Kunimitsu Takahashi, la batalla por el liderazgo del campeonato mundial se centró en Luigi Taveri y Jim Redman. Taveri ganó la batalla con solo dos décimas de ventaja. Tommy Robb quedó en tercer lugar, seguido por tan solo un segundo por Ernst Degner y Mike Hailwood.
| Pos. | Piloto           | Moto    | Tiempo    | Pts. |
| ---- | ---------------- | ------- | --------- | ---- |
| 1    | Luigi Taveri     | Honda   | 50' 36" 6 | 8    |
| 2    | Jim Redman       | Honda   | +0" 2     | 6    |
| 3    | Tommy Robb       | Honda   | +18"      | 4    |
| 4    | Ernst Degner     | Suzuki  | +18" 8    | 3    |
| 5    | Mike Hailwood    | EMC     | +19" 6    | 2    |
| 6    | Stanislav Malina | ČZ      | +1' 02"   | 1    |
| 7    | Rex Avery        | EMC     | +1' 15" 6 |      |
| 8    | Dan Shorey       | Bultaco | +2' 58" 2 |      |
| 9    | Mitsuo Itoh      | Suzuki  | +3' 18" 2 |      |
| 10   | Giuseppe Visenzi | Ducati  | +1 Vuelta |      |
| Ret  | Paddy Driver     | EMC     | Ret       |      |
| Ret  | Mike Duff        | Suzuki  | Ret       |      |
| Ret  | László Szabó     | MZ      | Ret       |      |

## Resultados 50cc
Kreidler tenía un dilema. Hans-Georg Anscheidt era el primer piloto pero Jan Huberts ya tenía una victoria y corría en casa. Solo había una máquina realmente rápida y finalmente se le asignó a Anscheidt. Ernst Degner (Suzuki)) ganó con ocho segundos de diferencia respecto a Huberts, que logró mantenerse por delante de la máquina más rápida de Anscheidt debido a su conocimiento del circuito. Para Kreidler, la pregunta era si Huberts podría haber ganado con la máquina más rápida. La clasificación de la Copa Mundial seguía siendo emocionante en cualquier caso, con Degner, Anscheidt, Huberts y Luigi Taveri (Honda) muy juntos.
| Pos. | Piloto               | Moto     | Tiempo    | Pts. |
| ---- | -------------------- | -------- | --------- | ---- |
| 1    | Ernst Degner         | Suzuki   | 32' 56" 2 | 8    |
| 2    | Jan Huberts          | Kreidler | +8"       | 6    |
| 3    | Hans-Georg Anscheidt | Kreidler | +8" 9     | 4    |
| 4    | Seiichi Suzuki       | Suzuki   | +17" 6    | 3    |
| 5    | Mitsuo Itoh          | Suzuki   | +44" 5    | 2    |
| 6    | Wolfgang Gedlich     | Kreidler | +48" 2    | 1    |
| 7    | Dan Shorey           | Kreidler | +49" 3    |      |
| 8    | Michio Ichino        | Suzuki   | +55" 4    |      |
| 9    | Luigi Taveri         | Honda    | +55" 6    |      |
| 10   | Cees van Dongen      | Honda    | +1' 36" 6 |      |
| 11   | Tommy Robb           | Honda    | +1' 36" 9 |      |
| 12   | Rudolf Kunz          | Kreidler | +2' 42" 2 |      |
| 13   | Rajko Piciga         | Tomos    | +3' 21" 3 |      |
| 14   | Adrijan Bernetič     | Tomos    | +1 Vuelta |      |
| 15   | K. Lantinga          | Benelli  | +1 Vuelta |      |
| 16   | Freddy Swaep         | Tomos    | +1 Vuelta |      |
| 17   | Pierre Kemperman     | Itom     | +1 Vuelta |      |